# Кёрк, Томас
Томас Кёрк (англ. Thomas Kirk, 18 января 1828 — 8 марта 1898) — британско-новозеландский ботаник.

## Биография
Томас Кёрк родился в городе Ковентри 18 января 1828 года.
В 1862 году он уехал в Новую Зеландию. В 1881 году Кирк преподавал биологию и геологию в Lincoln College, Кентербери.
Он был членом Ботанического общества Британских островов и Лондонского Линнеевского общества (1871).
Томас Кёрк умер в Веллингтоне 8 марта 1898 года.

## Некоторые публикации
- Forest Flora New Zealand (1889).
- Students’ Flora New Zealand (1899).

## Почести
Харри Ховард Бартон Эллен (1882—1957) назвал в его честь род растений Kirkianella семейства Астровые.
В его честь было также названо множество видов растений, в том числе:
- Sclerochiton kirkii C.B.Clarke
- Cheilanthes kirkii J.B.Armstr.
- Doryopteris kirkii (Hook.) Alston
- Centemopsis kirkii Schinz
- Lannea kirkii Burtt Davy
- Searsia kirkii (Oliv.) Moffett
- Macledium kirkii (Harv.) S.Ortiz
- Combretum kirkii M.A.Lawson
- Crassula kirkii (Allan) A.P.Druce & Given
- Euphorbia kirkii (N.E.Br.) Bruyns
- Ledebouria kirkii (Baker) Stedje & Thulin
- Gossypioides kirkii (Mast.) Skovst.
- Meliosma kirkii Hemsl. & E.H.Wilson